# 백덕산
백덕산(白德山)은 강원특별자치도 영월군과 평창군 사이에 있는 차령산맥 줄기의 이름난 산이다.
능선 곳곳에 절벽이 깎아지른 듯 서 있고, 바위 틈에서 자라는 소나무는 분재와 같이 장관을 이루고 있다.
해발 800m 이상에는 천연침엽수와 활엽수의 혼합림으로 이루어져 있으며 멧돼지와 꿩이
많아 사냥터로서도 널리 알려진 곳이다.

## 같이 보기
- 한국의 산